# G.L.O.W.
G.L.O.W. è un singolo del gruppo musicale statunitense The Smashing Pumpkins, pubblicato nel 2008.

## Tracce
Download digitale
1. G.L.O.W. – 3:20
2. Superchrist – 7:05

Durata totale: 10:25
CD Promo
1. G.L.O.W. – 3:20